# Una pastelería en Tokio
Una pastelería en Tokio (あん An?) es una película japonesa de 2015 dirigida por Naomi Kawase. En 2015 inauguró la sección Un certain regard del Festival de Cannes y fue presentada en la Seminci de Valladolid. El 14 de septiembre de ese mismo año fue proyectada en el 40.º Festival Internacional de Cine de Toronto en el estreno en América del Norte.

## Sinopsis
La película se centra en Sentarō, un hombre de mediana edad que dirige una pequeña tienda de dorayakis frecuentado por gente local y los alumnos de secundaria. Cuando pone un aviso diciendo que él está buscando un compañero de trabajo, aparece Tokue, una señora de setenta y tantos años que dice que siempre había querido trabajar en una tienda de dorayakis. Sentarō rechaza inicialmente su solicitud, con miedo de que la empresa resultara demasiado para la anciana, que para más señas tiene las manos algo deformes. Sin embargo, cuando prueba el anko (pasta de judías adzuki) de Tokue, decide contratarla, porque su sabor y textura eran muy superiores a la de la pasta de soja preparada en fábrica que hasta la fecha Sentarō había estado utilizando. 
El negocio comienza a crecer, y muy pronto también Tokue empieza a servir a los clientes y empacar los dorayakis. Cuando esto sucede los clientes se dan cuenta de que la anciana tiene deformidades de la mano, y que fueron causadas por la lepra. Sentarō se ve obligado a despedir a Tokue. Wakana, una niña de la escuela, clienta habitual, sugiere a Sentarō visitar a Tokue en el sanatorio donde ella y otros pacientes habían tenido que permanecer hasta la derogación en 1996 de la Ley de Prevención de la Lepra de 1953. Sentarō se siente culpable, ya que no era capaz de proteger a Tokue contra los prejuicios de sus clientes, pero ella le asegura que está muy agradecida por el tiempo que se le permitió estar en la tienda.
Cuando, meses después, muere Tokue, lega a Sentaro sus enseres para fabricar pasta de judías, así como un casete con una grabación para que él y Wakana la escucharan. En la grabación, Tokue sostiene que el valor de una persona no recae en su carrera, sino simplemente en su ser, y que la felicidad está en recibir las experiencias sensoriales del mundo que nos rodea.
Durante la mayor parte de la película, Sentaro había sido un hombre abrumado por su pasado. Como revela a Tokue en una carta que le envía cuando ella ya no trabaja en la tienda, una vez hirió de gravedad a un hombre en una pelea en un bar, de la que aún se arrepiente. Debido a ello, fue condenado a prisión y a pagar una sustanciosa indemnización a la víctima. Sentaro se encuentra atado a la tienda de dorayakis, que no es suya, sino de un prestamista usurero que le prestó el dinero para poder hacer frente a la indemnización. Sentaro aún no ha podido devolver el dinero al prestamista. Sin embargo, al final de la película, se ve a Sentaro vendiendo dorayakis en su propio puesto en el parque, y claramente más a gusto consigo mismo.

## Reparto
- Tokue (interpretada por Kirin Kiki), anciana que quiere trabajar en la tienda de dorayakis, realiza una deliciosa pasta que hace que todo el mundo quiera comprarlos.
- Sentarō (Masatoshi Nagase), el gerente de la tienda de dorayakis.
- Wakana (Kyara Uchida), estudiante de secundaria, clienta habitual en la tienda de Sentarō.
- Yoshiko (Etsuko Ichihara), vieja amiga de Tokue.
- Dueña de la tienda (Miyoko Asada)
- Madre de Wakana (Miki Mizuno)
- Yohei (Taiga)

## Créditos
- Director, Guion, Edición - Naomi Kawase
- Original - Dorian Sukegawa
- Tema musical - Motohiro Hata "Acuarela del mes" [5] ( Ariora Japón / AUGUSTA RECORDS )
- Director de Fotografía - Shigeki Akiyama
- Iluminación - Yasuhiro Ota
- Record - Eiji Mori
- Arte - Kyôko Heya
- Trajes - Mikazuko Kobayashi
- Edición - Tina Baz
- Asistente de dirección - Miho Hojo, Katsurafutoshi Kumano
- Productor en línea - Hiroshiakira Saito
- Música - David Hadjadi
- Diseño de sonido - Roman Dymny
- Edición de sonido - Boris Chapelle
- Rireko - Olivier Goinard
- Maquillaje especial - Fumie Iida
- Steadicam - Kenichi Taguchi

## Temas
La película se centra principalmente en torno a los temas de la libertad y la alegría, lo que sugiere que al abrazar nuestras experiencias sensoriales podamos alcanzar experiencias más ricas, y momentos más gratificantes. Como escribe Deborah Young, "La corriente subterránea que corre a través de la película es un mensaje para aprender de la naturaleza y disfrutar de la maravilla de la vida momento a momento, sin importar lo que los golpes duros que se le repartió". Este aspecto de los lazos de cine en los trabajos anteriores del director, "Una preocupación subyacente consistente de que ha sido el vínculo tácito entre el hombre y su medio ambiente".

## Recepción
La película ha recaudado ¥ 234 millones en Japón. Recibió críticas generalmente positivas, con una calificación de 60 de 100 de Metacritic a través de 16 críticas y una puntuación de 88% de recomendación en RottenTomatoes en 41 opiniones.  Glenn Kenny crítico del New York Times la valoró con 90 sobre 100, y juzgó que "La película, tiene una excelente fotografía y actuación, además gana sentido en la esperanza mediante la confrontación de angustia verdadera frente a la compasión".  El crítico de The Guardian Peter Bradshaw, sin embargo, valoró la película con 2 de 5 estrellas, quejándose de que "A pesar de algunos momentos emotivos y actuaciones sinceras, debo confesar sentirme exasperado por el sentimentalismo y el estereotipo de ser servido".